# Liga Metropolitana de Fútbol de San Vicente
La Liga Metropolitana de Futbol de San Vicente es una liga regional de fútbol, en la Provincia de Buenos Aires en la República Argentina, Es la Liga número 225 del Consejo Federal del Fútbol. que tiene su sede en la calle Lambardi 124,de la Ciudad de Alejandro Korn, del partido de San Vicente. Su fundación fue el 7 de julio del 2021 y es presidida por Nicolás Mantegazza. Sus clubes fundadores fueron: Atlético y Progreso Club S.D. y Cultural, Campos Largos Fútbol Club Social y Deportivo, Club Atlético Defensores de Glew, Club D.S. y Recreativo Paraguayo La Victoria, Club Deportivo San Vicente, Club Deportivo y Fomento Las Mandarinas, Club Empalme San Vicente FC, Club Escuela de Recreación y Deportes Estrella del Sur, Club San Martín de Burzaco, Club Social Alejandro Korn, Club Social y Deportivo Estrella de Jeppener, Club Social y Deportivo Las Lomas, Club Sociedad de Fomento Cultural y Deportivo Villa Amelia, Club Sociedad de Fomento Domselaar, Fundación Pedro Emanuel García Ollarburo, Fútbol Club Ezeiza. Además, la liga está dividida en dos categorías a nivel masculino: Primera división (Zona Elite Pre Federal) y Segunda división (Zona Campeonato). Y una única categoría a nivel femenino.
La selección de la Liga Metropolitana de Futbol de San Vicente participó del Campeonato Argentino que otorgaba la Copa País. compitiendo con la Liga Escobarense de Futbol y La Liga Amateur Platense.
Los clubes afiliados que alcanzaron mayor trascendencia en torneos nacionales son: San Martin de Burzaco (Primera B), Estrella del Sur (Primera C), Arsenal de Llavallol (Jugó en la Primera C).Por otra parte, es una de las ligas con mayor cantidad de representantes en la primera edición del recién creado Torneo Promocional Amateur (Defensores de Glew, Futbol Club Ezeiza, Estrella del Sur).

## Clubes participantes de la Liga
| Equipos de la Primera División   | Localidad        |
| -------------------------------- | ---------------- |
| Club Las Lomas                   | Guernica         |
| Club Atlético Defensores de Glew | Glew             |
| Club La Victoria                 | Alejandro Korn   |
| Club Estrella de Jeppener        | Jeppener         |
| Club Estrella del Sur            | Alejandro Korn   |
| Club Arsenal de Llavallol        | Llavallol        |
| S. Fomento Los Naranjos          | Alejandro Korn   |
| Club Deportivo San Vicente       | San Vicente      |
| S. Fomento Villa Amelia          | Alejandro Korn   |
| Club y Fomento Las Mandarinas    | Brandsen         |
| Club Atletico y Progreso         | Brandsen         |
| Club Empalme                     | San Vicente      |
| Club La Esperanza                | Alejandro Korn   |
| Club Real Sociedad               | Florencio Varela |
| C.F. Carmelo Villalba            | Florencio Varela |
| SETIA Futbol Club                | Ezeiza           |

| Equipos de la Segunda División | Localidad      |
| ------------------------------ | -------------- |
| Club Deportivo Calzada         | Rafael Calzada |
| Club Centro Juvenil Guernica   | Guernica       |
| Club Union Longchamps          | Longchamps     |
| Club 15 de Febrero             | Quilmes        |
| Club Social Korn               | Alejandro Korn |
| Fundación Emanuel              | La Plata       |
| Club Deportivo Liceo           | Berazategui    |
| Club Ferro Dominico            | Avellaneda     |
| Club Social Guernica           | Guernica       |
| Club Biocca                    | San Vicente    |
| Club Defensores de Domselaar   | Domselaar      |
| Club San Martin                | Monte Grande   |

| Temporada | Campeón             | Apertura            | Clausura            |
| --------- | ------------------- | ------------------- | ------------------- |
| 2021      | Defensores de Glew  | Defensores de glew  |                     |
| 2022      | Atlético y Progreso | Defensores de Glew  | Atlético y Progreso |
| 2023      | Defensores de Glew  | Atlético y Progreso | Defensores de Glew  |
| 2024      | Atlético y Progreso | Atlético y Progreso | Las Mandarias       |
| 2025      |                     | Las Mandarinas      |                     |

| Equipos de la Segunda División | Localidad      |
| ------------------------------ | -------------- |
| Club Deportivo Calzada         | Rafael Calzada |
| Club Centro Juvenil Guernica   | Guernica       |
| Club Union Longchamps          | Longchamps     |
| Club 15 de Febrero             | Quilmes        |
| Club Social Korn               | Alejandro Korn |
| Fundación Emanuel              | La Plata       |
| Club Deportivo Liceo           | Berazategui    |
| Club Ferro Dominico            | Avellaneda     |
| Club Social Guernica           | Guernica       |
| Club Biocca                    | San Vicente    |
| Club Defensores de Domselaar   | Domselaar      |
| Club San Martin                | Monte Grande   |

| Temporada | Campeón             | Apertura            | Clausura            |
| --------- | ------------------- | ------------------- | ------------------- |
| 2021      | Defensores de Glew  | Defensores de glew  |                     |
| 2022      | Atlético y Progreso | Defensores de Glew  | Atlético y Progreso |
| 2023      | Defensores de Glew  | Atlético y Progreso | Defensores de Glew  |
| 2024      | Atlético y Progreso | Atlético y Progreso | Las Mandarias       |
| 2025      |                     | Las Mandarinas      |                     |